# Weigelstown
Weigelstown és una concentració de població designada pel cens dels Estats Units a l'estat de Pennsilvània. Segons el cens del 2000 tenia 10.117 habitants.

## Demografia
Segons el cens del 2000, Weigelstown tenia 10.117 habitants, 3.933 habitatges, i 2.890 famílies. La densitat de població era de 672,3 habitants/km².
Dels 3.933 habitatges en un 33,3% hi vivien nens de menys de 18 anys, en un 60,1% hi vivien parelles casades, en un 9,1% dones solteres, i en un 26,5% no eren unitats familiars. En el 21,6% dels habitatges hi vivien persones soles el 8,9% de les quals corresponia a persones de 65 anys o més que vivien soles. El nombre mitjà de persones vivint en cada habitatge era de 2,52 i el nombre mitjà de persones que vivien en cada família era de 2,92.
Per edats la població es repartia de la següent manera: un 24,4% tenia menys de 18 anys, un 6,6% entre 18 i 24, un 30,3% entre 25 i 44, un 24,2% de 45 a 60 i un 14,5% 65 anys o més.
L'edat mediana era de 38 anys. Per cada 100 dones de 18 o més anys hi havia 91,8 homes.
La renda mediana per habitatge era de 45.095 $ i la renda mediana per família de 51.343 $. Els homes tenien una renda mediana de 36.598 $ mentre que les dones 23.143 $. La renda per capita de la població era de 19.048 $. Entorn del 3,5% de les famílies i el 5,8% de la població estaven per davall del llindar de pobresa.

## Poblacions properes
El següent diagrama mostra les poblacions més properes.